# 霸王拳
《霸王拳》，是1972年丁善玺执导的香港電影，该影片以“马永贞”为主题，讲述马永贞因为一些意外而遇到了一个黑帮的故事。

## 電影內容
山東青年馬永貞（王羽飾）是一位会功夫的车夫，在一次拉车的时候，遇到了一对儿姐妹，而通过这对儿姐妹，他意外的得知了一个作恶多端，和日本人有勾结的黑帮。
于是他决定用一些方式给这个黑帮一些教训。
虽说在这之中，他遇到了一个好朋友，但是最终马永贞和这位朋友在和黑帮的对决中，纷纷重伤不治而死……

## 演员
- 王羽 饰演 马永贞[1][2][6]

（待补）

## 備註
1. 1 2  "Furious Slaughter" （页面存档备份，存于）. hkmdb.Retrieved 31 May 2016
2. 1 2  "Furious Slaughter" （页面存档备份，存于）. Hong Kong Cinemagic. Retrieved 31 May 2016
3. ↑  "Furious Slaughter (1972)". List of Hong Kong films of 1972. Retrieved 6 June 2016
4. ↑  "Furious Slaughter" （页面存档备份，存于）. cinemasie.com. Retrieved 29 June 2016
5. ↑  "Ma Su Chen (1972)" （页面存档备份，存于）. hkmdb. Retrieved 31 May 2016
6. ↑  "Cast&Crew" （页面存档备份，存于）. IMDb.Retrieved 31 May 2016

## 外部連結
- 豆瓣电影上《霸王拳》的資料 （简体中文）
- 时光网上《霸王拳》的資料（简体中文）
- 互联网电影数据库（IMDb）上《霸王拳》的资料（英文）